# ژوکوو (باشقیرستان)
ژوکوو (انگلیسی: Zhukovo, Republic of Bashkortostan) یک شهرک در شهرستان اوفیمسکی استان باشقیرستان کشور روسیه است.